# Alucita isodina
Alucita isodina là một loài bướm đêm thuộc họ Alucitidae. Loài này có ở Tanzania.